# Gargantua i Pantagruel
Gargantua i Pantagruel (фр. La vie de Gargantua et de Pantagruel) roman je Fransoa Rablea u pet knjiga. Satirična alegorija o dva džina Gargantui (otac) i Pantagruelu (sinu), njihovom životu, čudesnom rođenju, školovanju i fantastičnim dogodovštinama. 
Prva knjiga Pantagruel objavljena je 1532, druga Gargantua 1534. Treća knjiga je objavljena 1545, četvrta 1552. i poslednja, posle smrti pisca, 1564. Prve dve knjige je Rable potpisao kao Alcofrybas Nasier što je anagram od f-r-a-n-c-o-y-s-r-a-b-e-l-a-i-s. Treću i četvrtu knjigu je potpisao pravim imenom, a peta je izdata posthumno i smatra se da nije njegova.

## Istorija
Francuski kaluđer i doktor lekarstva Fransoa Rable sastavljao je svoj duhoviti roman Gargantua i Pantagruel od 1532, kada je imao oko 37 godina, pa do kraja svog života. Poslednja, peta knjiga Pantagruela objavljena je posthumno. Svoju humanističku viziju čoveka u tom delu pisac je gradio na suprotstavljanju svemu što je zapažao u svojoj okolini, konkretnoj stvarnosti njegove epohe. 
Iako je njegov roman pisan tokom 20 godina i sa mnogim prekidima on nikada nije odstupio od svoje prvobitne zamisli – kretanja ka dole, u dubinu zemlje, i ljudskog tela. Tim kretanjem su zahvaćene sve slike i metafore, a silazak u hram Božanske Boce samo je sumiranje celokupne tematike.
Rableu je kao izvor za delo poslužilo usmeno predanje o džinu Gargantui i knjižica nepoznatog autora o neverovatnim dogodovštinama džina Gargantue. Ime Pantagruela je sinonim za zlog duha koji ima vlast nad vodom u srednjovekovnim misterijama, legendama i farsama.

## Rable i Bahtin
Celokupan sistem njegovih slika prisno je vezan za narodne izvore, što ga smešta među tvorce novih evropskih književnosti. Bahtin nastoji da zagonetku Rableovog dela reši pomoću proučavanja ovih narodnih izvora, i tom prilikom ih deli na tri vrste:
1. Obredno predstavljačke forme (karneval, ulični gegovi i sl)
2. Književno-smehovna dela – usmena i pisana, na francuskom i latinskom i
3. forme uličnog govora.

Rableov naročit tip slikovnosti  i estetičke koncepcije stvarnosti Bahtin naziva grotesknim realizmom. Glavna osobina grotesknog realizma je modernizacija materijalno-telesnih slika  u književnosti renesanse. Materijalno-telesno je tu pozitivno načelo, univerzalno i opštenarodno – suprotstavljeno  svakoj apstraktnoj idealnosti. Njegov nosilac je narod. Prevođenje na materijalno telesni plan postiže se postupkom snižavanja. Tako se sve visoko, duhovno, idealno, i apstraktno biva prevedeno. Snižavanje seje i sahranjuje u zemlju. Ubija i ponovo rađa, Spušta sve u ono dole, koje je i smrt i novo rođenje.

## Groteskna slika
Shvatiti Rablea znači dobro razumeti načela konstrukcije groteskne slike. Ona prikazuje predmet u stanju promene, između smrti i rađanja, rasta i nastajanja. Dve njene osnovne crte su odnos prema vremenu i ambivalentnost. Linearnom vremenu cikličnog rađanja i umiranja, ambivalentnost daje moć da izrazi istoriju i istorijske smene. Simbol ove slike je trudna starica sa osmehom u terakoti – smrt koja rađa – tu je život prikazan kao ambivalentan unutrašnje protivrečan proces. Dva tela u jednom – to je osnovna tendencija groteskne slike. Jedno koje umire, i jedno koje raste u utrobi.
Na grotesknoj slici telo je prikazano kao da prerasta sebe i spaja sa svim svetom – posebno na mestima telesnih otvora, i nagonskim radnjama kada se otkriva njegov suština – Pri prdenju, jedenju, seksu, porođaju... Dvojno telo je izmešano sa svetom i ovaploćuje i predstavlja čitav materijalni svet kao apsolutno dole. 
Grotesknu sliku obeležavaju hiperbolizmi – u samom početku svog dela, Rable daje galeriju groteskno uveličanih delova tela u genealogiji prvih divova. To groteskno telo je nezavršeno, promenljivo, ono je u nastajanju, a u Rableovim  grotesknim slikama pretežno su u pitanju donji delovi tela.
Razjapljena usta i gutanje imaju glavnu ulogu jer su oni vrata ka donjem delu, paklu tela. Takav prizor je i onaj koji pominje Auerbah pri objašnjavanju Rableovog prikazivanja stvarnosti – kada pisac Alkofribas ulazi  Panagruelova usta i u njima živi 6 meseci. 

## Podsmeh i ironija
Prevladavši smehom sholastiku, Rable je raskrčio put za trijumf svojih narodnih divova. Gargantua se vaspita humanistički kod Eudaemona, a u njegovim pariskim epizodama ismejani su “Sorbonići” predstavnici sholastike, posebno u sceni sa zvonima Notr Dama, i govoru Janka Klaćenog-Nedoklaćenog. Obrazovanje koje se preporučuje oličeno je u Gargantuinom pismu Pantagruelu, o učenju jezika i slobodnih veština. Preovladavanje novog je i u Telemskoj opatiji koju brat Jovan hoće da osnuje nasuprot svim opatijama koje su do tada postojale, i to, tvrdoglavo, direktno suprotno dotadašnjim kanonima život kaluđera. 
Kroz Panurgijevu odu dugovima koju prenosi na čitav svemir i ljudski organizam Rable se podsmeva i tadašnjim organicističkim teorijama društva koja se koriste za učvršćivanje vladajućeg poretka. Savez Pantagruela i Panurgija jeste i savez divovske snage i težnji naroda koji oštrinom svog satiričkog viđenja razobličava feudalno društvo i njegove institucije.
Kroz Entelehiju, kraljevinu Ovejane Suštine Rable se podsmeva “hranjenju apstrakcijama i lečenju pevanjem”, a nasuprot ovog neplodonosnog kraljevstva je dvor Gastera kroz čije pronalaske Rable predstavlja istoriju razvitka ljudske civilizacije. I toj snazi se smeje, uvidevši njenu ograničenost i prolaznost. 

## Rable i Karneval
U slikama mokraće i izmeta u Rableovom delu čuva se suštinska neraskidivа veza sa rođenjem, plodnošću i obnovom. Tu je izmet materija između neba i zemlje, živog i mrtvog, a pražnjenja i obasipanja njime igrala su veliku ulogu u karnevalu luda.
Ulični govor u Gargantui i Pantagrelu nastao je u posebnom ilegalnom jeziku karnevala. Među najbrilijantnijim primerima su prolozi  u stilu lakrdijaškog izvikivača i vašarskog prodavca. Ova narodna reklama je sva u superlativima, ali uvek ironična, ona se smeje sama sebi. Na primer, u prologu Pantagruelu opisuju se načini kako se Letopis može koristiti pri lečenju zubobolje ili sifilisa. Prolog se završava odvratnim, vulgarnim prokletstvom svim onima koji slepo ne poveruju sve ono što u knjizi piše. 
Psovke se uglavnom odnose na aspekte ljudskog tela – kletve čitaocima izazivaju bolesti, sakate telo, ili teraju u Pakao. U zavisnosti od knjige primaoci ovih kletvi su apstraktni neverni čitaoci, ideologije ili konkretne ličnosti’
Odličan primer snižavanja je krađa zvona Notr Dama – tipičan karnevalski gest koji u sebi objedinjuje svrgnuće-uništenje sa obnavljanjem i uskrsavanjem na novom materijalno telesnom planu. Batine i tuče postoje u ravni koja nema životno obeležje već je narodsko-praznični karnevalski sistem. Kralj je lakrdijaš kog narod bira, ruga mu se i na kraju ga tuče i presvlači. Te batine su simboličko umiranje starog kralja, a prerušavanje je rađanje, nova mladost. 
Rable prikazuje svrgnuća dva kralja. Čemer-Ljutice i Anarha. Prvi, pošto uspe da pobegne, ubije konja, pokuša da ubije magarca, ali ga vodeničari pretuku i presvuku. Tako on postaje rob. Anarha presvlači Panurgije i čini od njega prodavca zelenog sosa. 
Dakle, tuča je karnevalsko raščlanjivanje tela, u kome su oštećeni delovi pobrojani. Tako Jovan braneći vinograd pravi pokolj i pretvara krv u vino.. Pošto naprave lomaču za 660 viteza Pantagruel i društvo prave gozbu. Panurgijeva turska epizoda uvijena u slaninu je takva travestija mučeništva i čudesa. 
Iz Dijablerije, dela srednjovekovnog misterija u kojoj su siromasi prerušeni u đavole harali gradovima, nastaje i povest o Vijonu i njegovoj osveti popu koji nije hteo da pozajmi kostim za njegovu predstavu. Rable sa svojim romanom postupa kao i Vijon – koristi narodno praznični sistem slika da se obračuna sa svojim neprijateljem – gotskim vekom. 
U stvarnosti, vladajući sistem ne vidi sopstveni kraj i sopstvenu komiku (nalik na farsu Janka Sorbonca  koju samo on ne vidi. On ne ume niti hoće da se smeje. Za svoj rad ovaj karnevalski lik dobija karnevalsku nagradu – kobasice, čakšire i vino. Ovde se može govoriti o Rableovom podsmehu kao protivteži vladajućoj ozbiljnosti. Govor Janka Klaćenog Nedoklaćenog je parodija na veštinu argumentovanja, ali je i vešt prikaz slike već nemoćne starosti koja čini Sorbonca starim kraljem koji je postao lakrdijaš. Svi likovi koje Rable čereči i ubija predstavnici su dvotelesnog sveta koji umirući rađa, a slike fiksiraju sam trenutak prelaza koji sadrži oba pola. Pošto se batina i grdi svet koji rađa, batine i poruga se preobraćuju u prazničnu smehovnu radnju.
Tako i nezajazova žena umire na porođaju posle praznika klanja stoke. Utroba je hrana (škembići), utroba ispada (čmar). Utroba rađa (rođenje Gargantue). Slika iznutrice igra veliku simboličku ulogu u grotesknom realizmu. Creva su čovekova unutrašnjost, život. Kao i pražnjenje i izmet. Klanje utrobe je smrt, a njena oplodnja je rođenje. Najveći paradoks je jedenje škembića – kada utroba jede utrobu, čime se neraskidivo vezuju život, smrt, jelo, i rođenje. 
Vino i hleb, telo i krvi Isusa, postaju deo neverovatne travestije – borbe pekara i vinogradara koja je povod za rat između Gargantue i Čemer-Ljutice. 

## Stav prema ženama
Motiv bračnog saveta parodira Francuski spor 16. veka – o prirodi žene i braka. Rable naginje Galskoj tradiciji koja ima prema ženi negativan pogled, ali je Rableov stav u suštini ambivalentan – žena je materijalno dole koje rađa i snižava, ali i deo idealizirajuće tradicije srednjovekovlja. Ženska priroda je dvojna – ona je u prevarnosti, čulnosti, pohoti, lažljivosti, materijalnosti i podlosti. To stvara večnu temu poslednje tri knjige – temu rogova. Tu je reč u svrgavanju ostarelog muža, o novom aktu začeća sa mladim. Panurgije, videvši da i njega čeka sudbina karnevalskog kralja hoće da je izbegne. Žena je svojio prirodom neprijatelj večnosti. Njena utroba je nezasita i neiscrpna – žena je organski protivnik svemu starom, kao načelo koje rađa novo. 

## Smrt u  karnevalu
Sav Rableov svet je usmeren prema paklu – zemaljskom i telesnom. Stvari se tako pretvaraju u brisoguz – gube svoju upotrebnu svrhu da bi postale oplođene materijalno telesnim načelom. Slike i stvari su oslobođene  logičkih spona. Kako se stražnjica pojavljuje kao obratno lice, veliki broj brisguza prvenstveno su namenjeni licu. Povezivanje brisoguza sa blaženstvom travestija je Avgustinovih učenja o istoj temi, kao i svih mističkih traganja od arche pa do vanzemaljskih oblika života. Blaženstvo se ne rađa gore, već dole. Heroji uživaju u Elisiju, a ne sveci u raju. 
Videvši kako Znajša pošto je bio kratko mrtav priča o svrgavanju kraljeva na onom svetu, Panurgije to primenjuje na Anarha. Panurgije greje Znajšinu glavu na svom nakitnjaku i tako afirmiše stvaralačku, isceliteljsku snagu donjeg dela. 
Znajšin pakao je gozba, život organizovan kao najčistiji karneval, protivan površinskom svetu. Uzdignuti su svrgnuti, niski ustoličeni. Kao i brisogusi, i stari junaci dobijaju novu upotrebu. Slika smrti je lišena svake tragične i zastrašujuće note – to je nužan momenat u procesu rastenja i obnavljanja naroda – ona je naličje rođenja. Gargantua se dvoumi da li da oplakuje smrt žene ili da slavi rođenje sina. Smrt može nastupiti i od smeha, kao vesela smrt.
Njegovo delo takođe obiluje besmislicama – kao što je fiktivna parnica između Mrtvog Puvala i Lizoguza, koju Pantagruel rešava na isti način, a oduševljenje advokata je još jedna satira i travestija sudstva i sholastike. Prisutne su i dvotonalne reči, česte u renesansi, takozvani blazoni – istovremeno oblikuju i pohvalu i pokudu – kao Panurgijevo i Pantagruelovo veličanje lude Tribulea gde se kazuje 208 epiteta pohvale gluposti. 
U poslednje tri knjige slabe Pantagruelove mitske i karnevalske odlike i on postaje čovečniji i veći heroj, ali dobija apstraktno i pohvalno retoričko obeležje. To može da bude pohvala do tada ne viđenoj politici Gijom di Belea. Putovanje u utopijsku zemlju smrti i vaskrsnuća travestira kolonijalna istraživanja. Papski sukobi travestirani su dekretaljkama papomahnitaša. Tu su i mnoge i druge, kao borba kobasica i Tridentski sabor (scena bure). 
Svojim delom Rable stvara enciklopediju novog sveta, prvi put upotrebljavajući mnoge od reči. Većina imena ima obeležje nadimka. Sa brojeva u svojoj estetici Rable skida sveto i mističko ruho i daje im groteskno, karnevalsko obeležje. Pretendovanje na preciznost izaziva komičan efekat
Gargantua i Pantagruel je po formi pustolovno-satirični roman. Sastoji se od 5 knjiga, od kojih je jedna o Gargantui, a 4 o Pantagruelu. Rableovo delo je satirična alegorija koja se sastoji od neverovatnih dogodovština, grotesknih elemenata, persiflaža institucija, običaja u koje je upleo pronicljive opservacije, enciklopedijsku erudiciju, antičke reminiscencije, realne pojedinosti iz naravi i prilika ondašnjeg društva. Satira i persiflaža na račun teologa i skolastičara izražena je u prvim dvema knjigama. 
Rable je dublji smisao svog dela prikrio pričama, skatološkim temama, lascivnim pričama, pošalicama, eruditnim reminiscencijama, pučkim sprdačinama i jezičkim kalamburima. U svom delu on se bavi problemima vere, političkog stanja, privrednog života, obrazovanjem. Pored toga daje prikaz idealne društvene zajednice u poslednjim poglavljima „Gargantue“ o Telemskoj opatiji koja podseća Utopiju Tomasa Mora.

## Spoljašnje veze
- Gargantua and Pantagruel на пројекту Гутенберг, translated by Sir Thomas Urquhart and illustrated by Gustave Doré.
- Gargantua and Pantagruel public domain audiobook at LibriVox